# Stipe Bačelić-Grgić
Stipe Bačelić-Grgić (Sebenico, 16 febbraio 1988) è un ex calciatore croato, di ruolo centrocampista.

## Caratteristiche tecniche
Interno di centrocampo, può essere schierato sia come mediano sia nel ruolo di trequartista.

## Carriera

### Club
Il 21 giugno 2021 fa nuovamente il suo ritorno tra le file del Sebenico firmando un contratto valido fino al 15 giugno 2023. Il 15 agosto, nella partita casalinga di campionato vinta 6-2 ai danni del Hrvatski Dragovoljac, mette a referto la prima doppietta dal suo ritorno nei Narančasti.

## Statistiche

### Cronologia presenze e reti in nazionale
| Cronologia completa delle presenze e delle reti in nazionale ― Croazia under 19 | Cronologia completa delle presenze e delle reti in nazionale ― Croazia under 19 | Cronologia completa delle presenze e delle reti in nazionale ― Croazia under 19 | Cronologia completa delle presenze e delle reti in nazionale ― Croazia under 19 | Cronologia completa delle presenze e delle reti in nazionale ― Croazia under 19 | Cronologia completa delle presenze e delle reti in nazionale ― Croazia under 19 | Cronologia completa delle presenze e delle reti in nazionale ― Croazia under 19 | Cronologia completa delle presenze e delle reti in nazionale ― Croazia under 19 |
| Data                                                                            | Città                                                                           | In casa                                                                         | Risultato                                                                       | Ospiti                                                                          | Competizione                                                                    | Reti                                                                            | Note                                                                            |
| ------------------------------------------------------------------------------- | ------------------------------------------------------------------------------- | ------------------------------------------------------------------------------- | ------------------------------------------------------------------------------- | ------------------------------------------------------------------------------- | ------------------------------------------------------------------------------- | ------------------------------------------------------------------------------- | ------------------------------------------------------------------------------- |
| 22-8-2006                                                                       | Suhopolje                                                                       | Croazia under 19                                                                | 2 – 2                                                                           | Ungheria under 19                                                               | Amichevole                                                                      | -                                                                               | 70’                                                                             |
| 24-8-2006                                                                       | Barcs                                                                           | Ungheria under 19                                                               | 1 – 1                                                                           | Croazia under 19                                                                | Amichevole                                                                      | -                                                                               | 51’                                                                             |
| 27-9-2006                                                                       | Samobor                                                                         | Croazia under 19                                                                | 1 – 1                                                                           | Rep. Ceca under 19                                                              | Amichevole                                                                      | -                                                                               | 51’                                                                             |
| Totale                                                                          |                                                                                 | Presenze                                                                        | 3                                                                               |                                                                                 | Reti                                                                            | 0                                                                               |                                                                                 |